# Tsacasiella blanda
Tsacasiella blanda là một loài ruồi trong họ Asilidae. Tsacasiella blanda được Tsacas miêu tả năm 1969.